# Chiesa di San Donato (Zara)

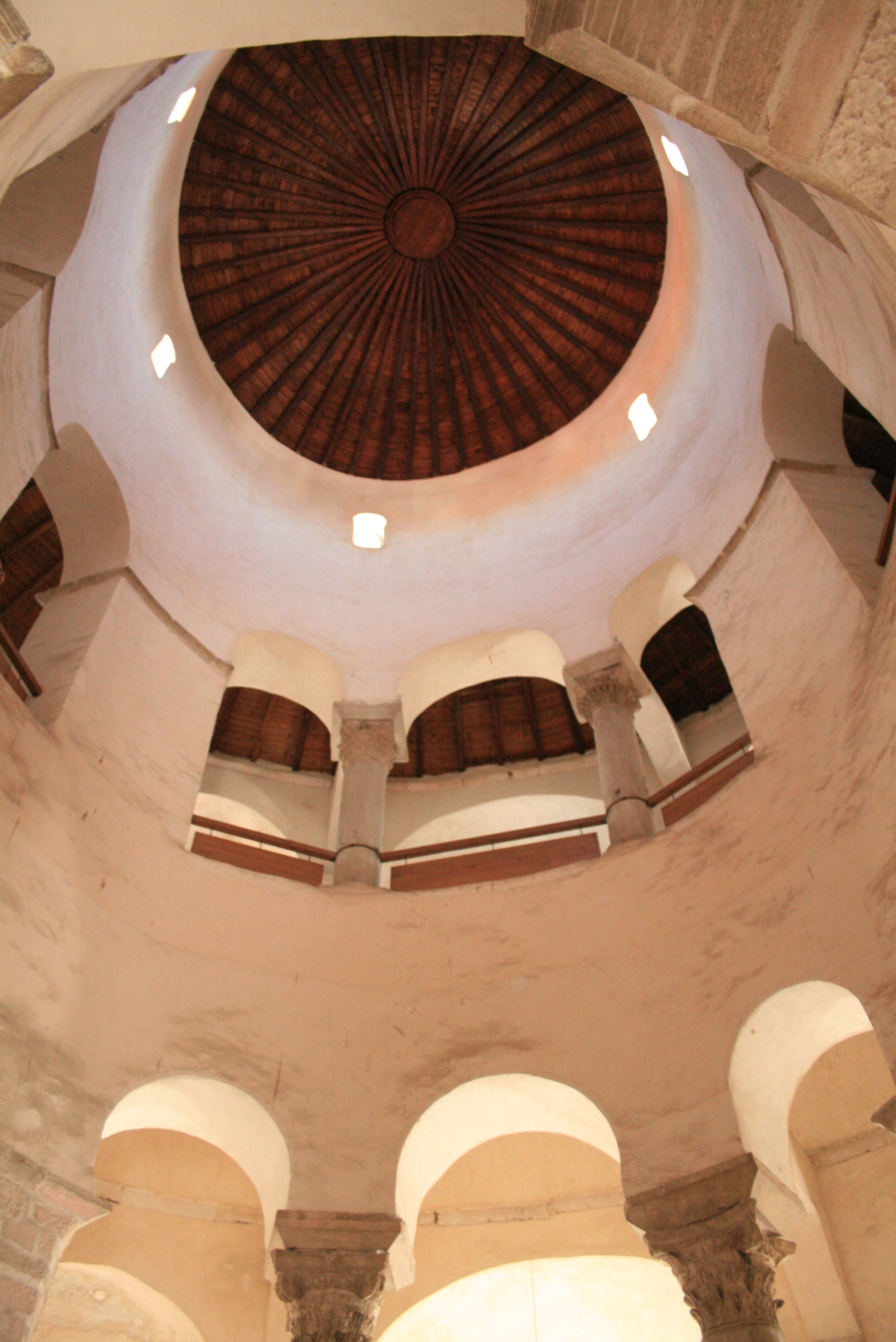
L'interno

La chiesa di San Donato (in croato Sv. Donat) è una chiesa di Zara. Eretta nel IX secolo, costituisce uno dei più importanti monumenti della città, e uno tra i maggiori esempi di architettura bizantina nell'intera Dalmazia.

## Storia
Fu eretta probabilmente nell'IX secolo sull'area dell'antico foro romano per iniziativa dell'allora vescovo Donato, che la dedicò alla Trinità. Intorno al XII secolo iniziò ad essere chiamata con il nome del suo costruttore.
Rimaneggiata nel Seicento e poi nel Settecento, fu sconsacrata nel 1798 ed adibita a magazzino militare fino al 1887, quando divenne sede del museo archeologico cittadino.
Liberata dalle costruzioni circostanti in seguito ai bombardamenti della seconda guerra mondiale, viene oggi utilizzata come auditorium per concerti e conferenze.

## Caratteristiche
È una chiesa a pianta centrale, che nella struttura ricorda San Vitale a Ravenna (che servì probabilmente da modello) e la Cappella Palatina di Aquisgrana.
L'interno è strutturato intorno ad uno spazio centrale, che termina con una cupola alta 27 metri; intorno ad esso è posto un deambulatorio circolare, e sopra questo il matroneo. Sul lato est si aprono tre piccole absidi, secondo un motivo tipico dell'architettura bizantina.
Molte parti della chiesa sono costruite riutilizzando materiale di recupero dell'epoca romana, e pertanto l'edificio riveste anche un notevole interesse archeologico.